# السيدة الملتحية

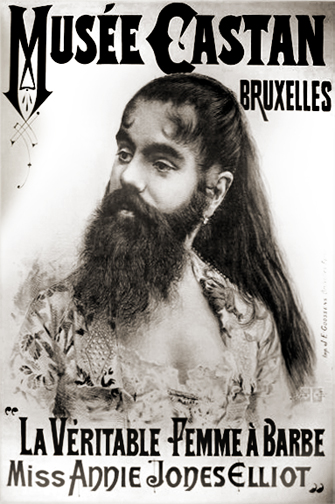
آني جونز, جالت مع سيرك بارنوم في القرن 19.

السيدة الملتحية أوالمرأة الملتحية هي المرأة التي تملك لحية ظاهرة. هذه المرأة كانت منذ فترة طويلة ظاهرة أسطورية، تثير الفضول، أوالسخرية.

## الخلفية
عدد صغير نسبياً من النساء لهن القدرة على نمو شعر الوجه بما فيه الكفاية ليكون متميزاً كلحية. في بعض الحالات، نمو اللحية عند الأنثى هو نتيجة عدم التوازن الهرموني (عادة زيادة الاندروجين) أو اضطراب وراثي نادر يعرف باسم فرط الشعر.
هناك العديد من الإشارات إلى المرأة المتحية طوال قرون، ذكرهن شكسبير في ماكبث:
"أنتِ يجب أن تكوني امرأة،
ومع ذلك فإن اللحى تمنعني من التأويل، وهذه هي أنتِ". (138-46; 1.3. 37-45)
ومع ذلك، ليس هناك إنتاج معروف من «ماكبث» يشمل الساحرات الملتحيات.
في بعض الأحيان تكون اللحية ناجمة عن استخدام ستيرويد ابتنائي. ويؤدي الضغط الثقافي بالنساء لإزالتها، كما قد تعتبر وصمة عار اجتماعية.
«السيدة الملتحية» عبارات مبتذله—عنصر رئيسي في كرنفال جانبي.

## الترفيه
كانت هناك استثناءات ملحوظة من النساء الملتحيات المشهورات في عروض سيرك جانبية في القرن التاسع عشر وأوائل القرن العشرين، مثل جوزفين كلوفوليا من سيرك بارنوم، وجين بارنيل من سيرك الإخوة رنجلنج، حيث كان يتم الاحتفال بشذوذهن.
في بعض الأحيان في السيرك أو كرنفال الغرائب يتم تقديم سيدات ملتحيات اللّتين في الواقع هن نساء مع وجه مستعار أولحية مستعارة أو رجال يرتدون كالنساء، كلا الممارستان تمت السخرية منها من قبل الممثل الكوميدي ومؤدي السيرك السابق دبليو سي فيلدز عام 1939 في فيلم، لا يمكنك غش رجل صادق. أضاف مسلسل قصة رعب أمريكية ملتحية لعبت دورها كاثي بيتس.

## النساء البارزات ذوات اللحى

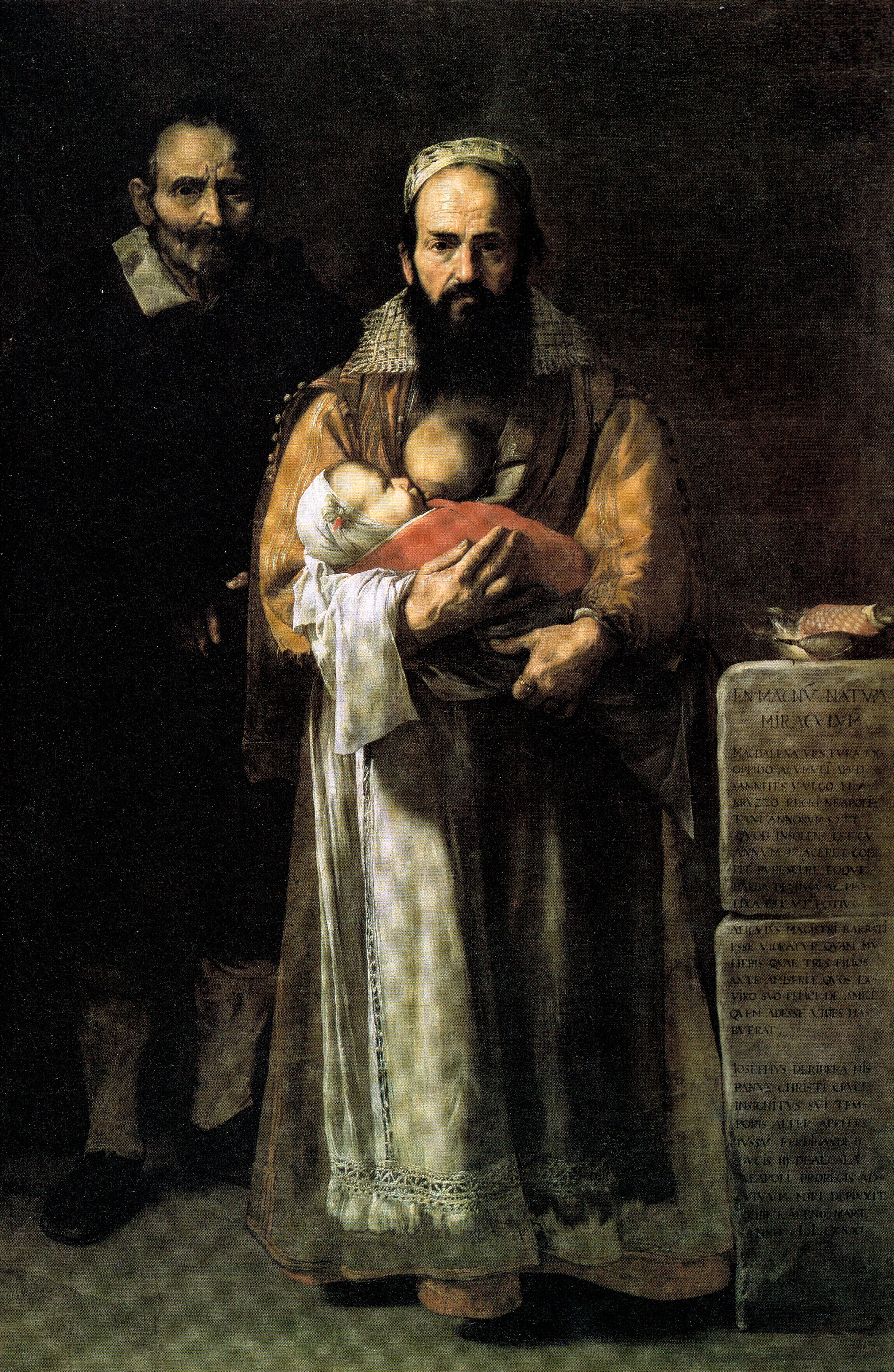
ماجدالينا فنتورا مع زوجها وابنها بريشة جوسيبي دي ريبيرا. متحف ديل برادو في مدريد.

### القرن 12th
- Topographia Hibernica كتبها جيرالد ويلز

### القرن 14
- ويلجفورتيس

### القرن 16
- هيلينا أنتونيا

### القرن 17
- ماغدالينا فينتورا، صورة من جوسيبي دي ريبيرا (1631)

### القرن 19
- جوليا باسترانا
- جوزفين كلوفوليا
- آني جونز
- أليس إليزابيث دوهرتي («فتاة مينيسوتا الصوفية»، 1887-1933)

### القرن 20
- كليمنتين ديلايت (أواخر القرن 19 وأوائل القرن 20)
- جين بارنيل (أواخر القرن 19 وأوائل القرن 20)
- جنيفر ميلر
- فيفيان ويلر

## وصلات خارجية
- How Facial Hair Influences Women's Everyday Experiences
- Solving the Mystery of the Bearded Lady
- Bearded Lady Reunites With Long-Lost Son
- 'Bearded lady': I'm not a mistake
- Harnaam Kaur on life as a bearded lady